# ソコーホ・アシオリ
ソコーホ・アシオリ（Socorro Acioli、1975年2月24日 - ）はブラジルの著作家。

## 略歴
ブラジルのフォルタレザに生まれる。
2001年、"Frei Tito"（チット修道士）を執筆刊行して、著作家デビューを飾る。
2009年現在、夫のマルコスおよび娘と共にフォルタレザに在住。

## 主要な作品
全て未訳であり、以下の日本語タイトルは投稿者による暫定的なものであることに留意されたい。
- O pipoqueiro João, 1984 （ジョアンのポップコーン屋）
- Frei Tito, 2001（チット修道士）
- Rachel de Queiroz, 2003（ラケール・デ・ケイロス）
- Bia que tanto lia, 2004（本好きのビアちゃん）
- É pra ler ou pra comer?, 2005（読むか食べるもんか？）
- A casa dos Benjamins, 2005（ベンジャミン等の家）
- O peixinho de Pedra, 2006（石の鯉）
- O anjo do lago, 2006（池の天使）
- Vende-se uma família, 2007（家族売ります）
- O mistério da professora Julieta, 2008（ジュリエータ先生の謎）
- Tempo de Caju, 2008（カシューの季）
- A rendeira Borralheira, 2009（ボハレーイラのお針子）
- A Bailarina Fantasma, 2010（幽霊のバレリーナ）
- Inventário de Segredos, 2010（秘密の目録）